# Battaglia di Saint Louis
La battaglia di Saint Louis, anche detta battaglia di Fort San Carlos, venne combattuta il 25 maggio 1780 nei pressi di Saint Louis, città oggi parte del Missouri negli Stati Uniti d'America ma all'epoca un possedimento spagnolo all'interno della colonia della Louisiana, nell'ambito dei più vasti eventi della guerra anglo-spagnola.
Una forza britannica, composta principalmente da contingenti di guerrieri nativi americani alleati, mosse all'attacco della cittadina di Saint Louis, difesa solo da una piccola guarnigione spagnola; preavvertito in tempo, il governatore locale Fernando de Leyba aveva tuttavia fatto approntare alcune fortificazioni dietro cui la guarnigione trovò riparo: impossibilitati a espugnare il fortilizio, i britannici dovettero ritirarsi dopo aver devastato le vicinanze del centro abitato e ucciso o catturato alcuni civili.

## Antefatti

### La spedizione britannica su Saint Louis
La Spagna dichiarò guerra al Regno di Gran Bretagna l'8 maggio 1779, schierandosi a fianco dei ribelli delle Tredici colonie americane nella loro lotta contro la madrepatria. I comandi militari britannici a Londra erano intenzionati a mantenere il controllo del corso del fiume Mississippi e a respingere gli attacchi a esso tanto degli spagnoli quanto dei ribelli americani; i piani dei britannici prevedevano di lanciare un'offensiva dalla colonia della Florida occidentale in direzione di New Orleans, capitale e porto principale del possedimento spagnolo della Louisiana, oltre che di attuare una serie di spedizioni verso altre località dell'alto corso del Mississippi, tra cui l'allora piccola cittadina di Saint Louis. La spedizione dalla Florida occidentale dovette tuttavia ben presto essere abbandonata, in quanto l'energico governatore spagnolo della Louisiana Bernardo de Gálvez y Madrid lanciò nel giro di poche settimane dall'inizio delle ostilità una rapida offensiva nella regione del basso Mississippi portando alla cattura delle principali posizioni britanniche, Mobile e Pensacola
Patrick Sinclair, il governatore militare britannico di Fort Michilimackinac nell'odierno Michigan, decise comunque di preparare la spedizione nel nord della Louisiana spagnola: a partire dal febbraio 1780, il governatore iniziò a radunare i commercianti che circolavano nella regione e a reclutare guerrieri dalle tribù di nativi americani in vista di una spedizione ai danni di Saint Louis; come incentivo per i commercianti, Sinclair offrì loro l'opportunità di assumere il completo controllo del lucroso traffico di pellicce nella regione. La maggior parte del contingente britannico si riunì a Prairie du Chien dove Emanuel Hesse, un ex capitano della milizia coloniale divenuto commerciante di pellicce, prese il comando della forza; il contingente annoverava circa due dozzine di commercianti bianchi e tra i 750 e i 1 000 guerrieri indiani quando infine lasciò Prairie du Chien il 2 maggio 1780. Circa 200 guerrieri Sioux sotto il capo Wapasha I costituivano il gruppo più numeroso, con altri cospicui raggruppamenti di guerrieri Chippewa, Menominee e Winnebago e gruppi più piccoli provenienti da altre tribù come Ottawa, Mascouten, Kickapoo e Potawatomi; il capo Chippewa Matchekewis ricevette il comando dell'intero contingente formato dai nativi.
Quando la forza britannica arrivò a Rock Island fu raggiunta da altri 250 guerrieri indiani dalle tribù dei Sauk e Fox; questi guerrieri erano alquanto riluttanti ad attaccare Saint Louis, ma Hesse fornì loro molti doni per convincerli a partecipare alla spedizione. La presenza di un così eterogeneo gruppo di nativi provenienti da tribù diverse causò diverse animosità tra i componenti della spedizione: i Chippewa e i Sioux, in particolare, avevano una lunga storia di conflitti reciproci alle spalle; ad ogni modo, Wapasha e Matchekewis si spesero molto per mantenere l'unità del gruppo durante la spedizione.

### Le difese spagnole

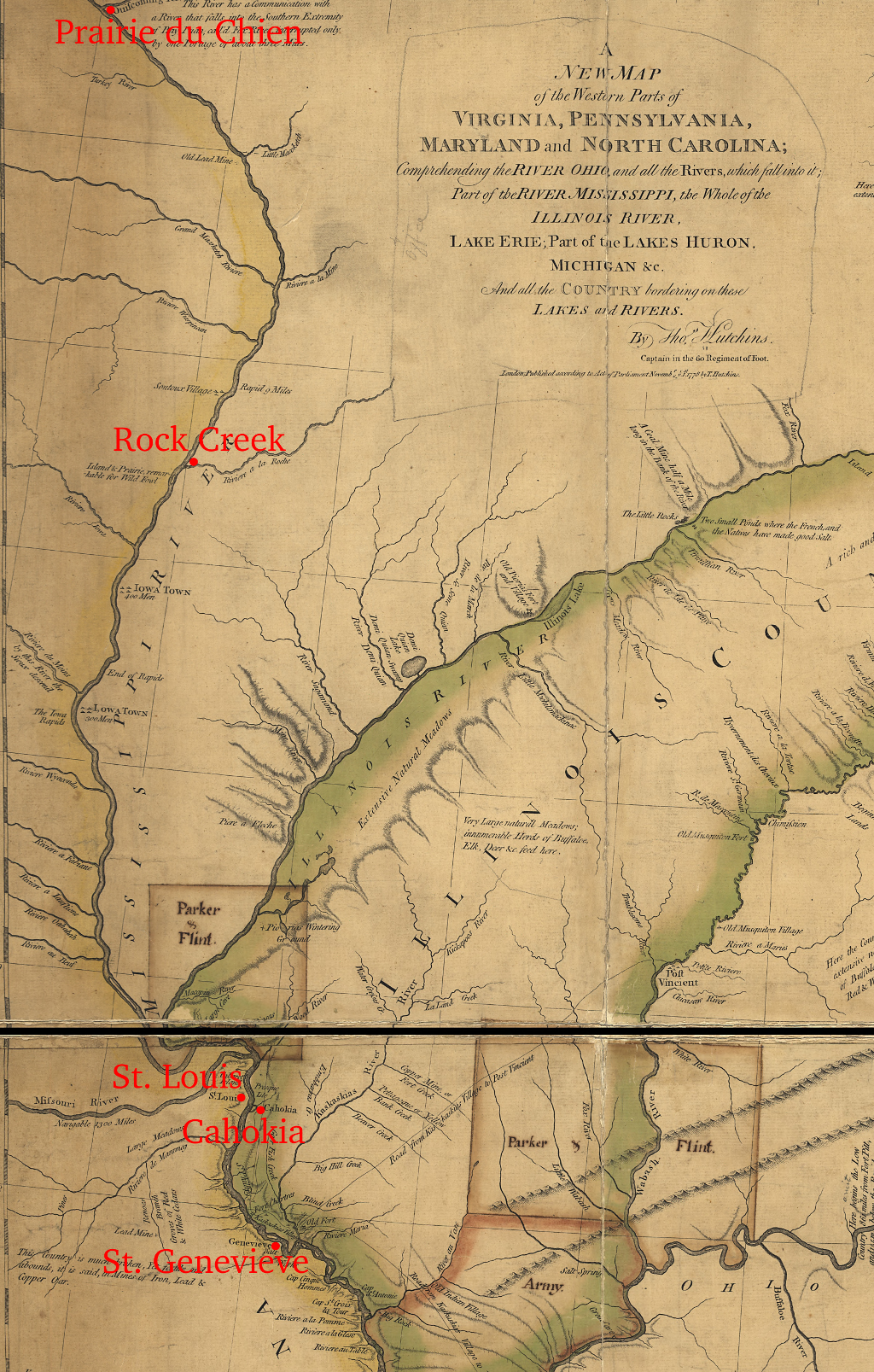
Dettaglio di una carta del 1778 raffigurante il medio corso del Mississippi, con indicate la posizione di Saint Louis e Cahokia

L'allora villaggio di Saint Louis era principalmente un punto di scambio commerciale lungo il corso del fiume Mississippi, ma era anche la capitale amministrativa della regione dell'Alta Louisiana e residenza del governatore Fernando de Leyba, un capitano dell'esercito spagnolo. De Leyba era stato messo sull'avviso da un commerciate di pellicce nel marzo 1780 circa un possibile attacco britannico a Saint Louis e al vicino insediamento americano di Cahokia, e aveva sviluppato piani per rinforzare le difese del villaggio; a disposizione del governatore vi erano però solo 168 uomini della inesperta milizia coloniale, sparsi in ogni dove per la regione, e appena 29 soldati regolari del reggimento Fijo de Luisiana.
De Leyba approntò un grande piano di difesa che comprendeva la costruzione di quattro torri difensive in pietra, ma senza fondi e il tempo per far arrivare il materiale da New Orleans il governatore chiese agli abitanti di contribuire essi stessi ai lavori pagandoli con i propri fondi privati. Per la metà di maggio, una singola torre a pianta circolare altra tra i 9 e 10 metri era stata realizzata: la torre, nominata Fort San Carlos, consentiva un'ampia visuale sulla campagna circostante. Senza più tempo per approntare le altre torri, si decise invece di scavare delle trincee tra Fort San Carlos e il fiume a nord e sud del centro abitato; tre cannoni da 4 libbre e due da 6 libbre prelevati da Fort Don Carlos (un fortino costruito nel 1767 sulla riva sinistra del fiume Missouri, circa 15 miglia a nord di Saint Louis) furono montati sulla torre, e altri pezzi furono installati a ogni estremità della linea di trincee.
Con appena 197 uomini in maggioranza inesperti a disposizione, de Leyba si appellò a Francois Valle, un francese di 70 anni che amministrava l'insediamento coloniale di Valles Mines a circa 60 miglia a sud di Saint Louis: Valle inviò in aiuto degli spagnoli i suoi due figli e 151 ben equipaggiati e addestrati miliziani francesi, facendo aumentare le probabilità in favore dei difensori di Saint Louis. Un decreto reale di Carlo III di Spagna del 1º aprile 1782 conferì poi a Francois Valle il grado di tenente dell'esercito spagnolo, facendo di lui un nobiluomo.
Il 15 maggio de Leyba ricevette la visita di John Montgomery, il comandante americano della guarnigione di Cahokia, il quale propose di allestire una spedizione congiunta ispano-americana da inviare incontro alla forza britannica; la proposta non ebbe tuttavia modo di essere studiata: il 23 maggio gli esploratori di de Leyba segnalarono che la forza di Hesse aveva attraversato il Mississippi con le canoe ed era sbarcata sulla sponda occidentale del fiume a soli 23 chilometri da Saint Louis, muovendo pi verso l'entroterra.

## La battaglia
Il 25 maggio Hesse inviò delle pattuglie in ricognizione per verificare la situazione a Saint Louis; i ricognitori britannici tuttavia non furono in grado di avvicinarsi più di tanto al centro abitato per via della presenza di varie persone (inclusi donne e bambini) al lavoro nei campi circostanti. Il giorno seguente Hesse inviò il commerciante di pellicce Jean-Marie Ducharme e 300 guerrieri indiani attraverso il Mississippi per condurre un attacco a Cahokia, mentre il resto della forza britannica giunse verso le 13:00 nelle vicinanze di Saint Louis. Un colpo d'avvertimento fu sparato dalla cima della torre di Fort San Carlos non appena la foza d'attacco fu in vista; i Sioux e i Winnebago aprivano la strada, seguiti dai Sac, dai Fox e infine dia commercianti bianchi con lo stesso Hesse in retroguardia. De Leyba diresse la difesa dalla torre e fece subito aprire il fuoco sugli attaccanti non appena furono a tiro; alla prima salva molti dei Fox e dei Sac si buttarono a terra, apparentemente senza altra intenzione di combattere, suscitando molti sospetti negli altri combattenti circa le loro motivazioni e accuse di tradimento.
I Sioux di Wapasha insistettero per diverse ore nel tentativo di attirare i difensori spagnoli fuori dalle loro fortificazioni: gli indiani uccisero brutalmente alcuni cittadini sorpresi e catturati nei campi, ma sebbene ciò infiammasse gli animi degli spagnoli de Leyba vietò categoricamente alla milizia di lanciare una sortita. Gli attaccanti infine si ritirarono verso nord, distruggendo colture, bestiame ed edifici incontrati per la strada.
Sull'altro lato del fiume, l'attacco di Ducharme a Cahokia fu facilmente respinto: il generale americano George Rogers Clark arrivò in tempo per assumere la guida dei difensori della cittadina, e la sua reputazione di combattente della frontiera fu sufficiente a rendere riluttanti gli indiani a portare avanti l'attacco.

## Conseguenze
Gli abitanti di Saint Louis, una popolazione di circa 700 persone, contò tra 50 e 100 vittime nell'attacco tra morti, feriti e prigionieri, praticamente tutti dei quali erano civili; come rappresaglia, un anno più tardi una spedizione spagnola partita da Saint Louis attaccò e saccheggiò la postazione britannica di Fort St. Joseph in Michigan.
De Leyba, la cui salute era alquanto malferma, morì il 28 giugno 1780, appena un mese dopo l'attacco britannico; molti degli abitanti scrissero lettere in cui criticavano la sua condotta durante la battaglia e il suo mancato riconoscimento degli sforzi fatti dalla cittadinanza per difendere la città, ma il re Carlo III apprezzò invece la sua condotta e, non ancora informato della sua morte, lo promosse al grado di tenente colonnello per meriti di guerra.